# Peltaea subpandurata
Peltaea subpandurata är en malvaväxtart som först beskrevs av John Wright och August Heinrich Rudolf Grisebach, och fick sitt nu gällande namn av Antonio Krapovickas och Cristobal. Peltaea subpandurata ingår i släktet Peltaea och familjen malvaväxter. Inga underarter finns listade i Catalogue of Life.